# Digitale Schnittstelle für Gasmessgeräte
Unter Digitale Schnittstelle für Gasmessgeräte (DSfG) ist eine technische Richtlinie zu verstehen, die von einem Arbeitskreis aus Anwendern und Herstellern aus dem Gasfach unter dem Dach des DVGW erstellt wurde und bis heute regelmäßig gepflegt wird.
Mit der erstmaligen Veröffentlichung als „Technische Regel G485“ (TR G485) im Jahr 1991 wurde damit eine Plattform geschaffen, auf deren Basis Messgeräte unterschiedlicher Hersteller und mit unterschiedlichen Aufgaben in einer Groß-Gasmessanlage Daten austauschen können und das speziell unter dem Gesichtspunkt, dass diese Daten aus geeichten Geräten stammen und das Verfahren zum Datenaustausch den Anforderungen des Eichgesetzes genügt („DSfG-Bus“).
Die letzte Ausgabe wurde im August 2023 veröffentlicht.  

## Schnittstellen
Die TR G485 beschreibt in zwei Teilen, wie die Schnittstelle beschaffen sein soll.
- Im ersten Teil (Arbeitsblatt, auch Leitfaden genannt) sind Festlegungen getroffen worden, die eher allgemeiner Natur sind: Regelungen zu den sieben Schichten des ISO/OSI—Referenzmodelles für die Kommunikation offener Systeme (DIN ISO 7498), Beschreibung des Instanzenmodelles und Verweise auf andere Vorschriften, Richtlinien und Normen. Derzeit sind folgende Instanzen beschrieben: Mengenumwerter, Registriergeräte, Überwachungs- und Steuergeräte, Gasbeschaffenheitsmessgeräte, DFÜ-Modul einschließlich ferner Zentrale, Revisionsinstanz.
- Im zweiten Teil (Technische Spezifikation für DSfG-Realisierungen) sind neben weiteren Festlegungen für die Schichten 1–6 des ISO-OSI-Standards für jede einzelne Instanz Festlegungen bis in die Schicht 7 (die eigentliche Anwenderschicht) hinein getroffen. Dort sind die Datenelementelisten (DEL) zu finden, die jedes in einer Instanz vorkommende Datenelement (DE) von DSfG-Interesse bezüglich seines Inhaltes, seiner Form und seiner DSfG-Adresse genau beschreibt.

## Klassen
Seit der dritten Ausgabe von 2004 sind es zwei Klassen von DSfG-Geräten beschrieben:
- Klasse A: Arbeitsblatt G 485 eingehalten über alle sieben Schichten des ISO/OSI-Referenzmodells
- Klasse B: Arbeitsblatt G 485 eingehalten über die Schichten drei bis sieben des ISO/OSI-Referenzmodells

Technisch basiert ein DSfG-Bus in seinen elektrischen Eigenschaften auf dem Standard EIA RS-485 (Differentielle Spannungssignale über ein verdrilltes Leitungspaar). Die Länge des Busses (Busstammleitung) kann bis zu 500 m betragen. Die Ankopplung der einzelnen DSfG-Teilnehmer an den Bus erfolgt über Busstichleitungen. Es können bis zu 31 Teilnehmer an den Bus angeschlossen werden, einer davon muss zwingend als Bus-Master fungieren.